# Jogabilidade de Pokémon
A jogabilidade da série de jogos eletrônicos de Pokémon envolve a captura e o treinamento de criaturas fictícias chamadas "Pokémon" e o uso deles para combater outros treinadores. Cada geração sucessiva de jogos se baseia nesse conceito, introduzindo novos Pokémon, itens e conceitos de jogabilidade.  Alguns dos conceitos gerais foram apresentados em outras partes da franquia antes de serem apresentados aos jogos; as batalhas duplas apareceram no anime em muito antes de aparecerem nos jogos, e as Habilidades Pokémon são semelhantes aos Poderes Pokémon introduzidos no Pokémon Trading Card Game, que também introduziu o Shiny Pokémon, cores diferentes desse tipo do Pokémon original.
Alguns Pokémon com estatísticas muito altas e boas jogadas são usados no jogo competitivo, que requer estratégias mais complexas do que escolher jogadas super eficazes.

## Estrutura de jogo
Cada jogo da série Pokémon ocorre em uma região fictícia do Mundo Pokémon e começa com o jogador recebendo um Pokémon inicial do Professor Pokémon da região. Ao viajar pelo mundo, pegando e evoluindo Pokémon, e derrotar outros treinadores em batalha, o jogador aumenta o tamanho e a força de sua coleção de Pokémon.  Uma subtrama principal de cada jogo é derrotar uma organização criminosa tentando dominar o mundo através do uso indevido dos Pokémon. Essas organizações incluem Equipe Rocket, Equipe Aqua and Equipe Magma, Equipe Galáctica, Equipe Plasma, Equipe Flare, Equipe Skull e Fundação Aether.
Diversas instalações podem ser encontradas em todo o Mundo Pokémon, como Centros Pokémon, Poké Marts e Ginásios. Em um Centro Pokémon, o jogador pode ter seu Pokémon curado gratuitamente e acessar o PC, onde os jogadores podem organizar sua coleção de Pokémon, armazenar e retirar itens e ter seus Pokédex classificados. Antes de X e Y, também é aqui que os jogadores podem se conectar com outros cartuchos ou cartões de jogos para batalhar comércio com outros jogadores. Poké Marts são lojas onde os jogadores podem comprar itens com o dinheiro que ganham durante as batalhas; certas cidades podem ter lojas especializadas, como uma farmácia ou uma loja de departamentos. Periodicamente, uma cidade conterá um Ginásio Pokémon, que abriga um poderoso treinador conhecido como Líder de Ginásio. A vitória contra eles concede ao jogador uma insígnia de ginásio; depois de coletar oito insígnias, o jogador pode desafiar o Elite dos Quatros e Campeão de uma região. Ginásios são ausentes no Sun e Moon, sendo substituídos por prova que têm um objetivo semelhante. Após a conclusão de uma Prova, o jogador recebe seu Cristal-Z, que concede a um Pokémon acesso a um movimento extremamente poderoso chamado Movimento-Z.
Completar o enredo principal abre outros recursos nos jogos; isso é feito principalmente permitindo a passagem para lugares inacessíveis. Posteriormente, o jogo permanece praticamente aberto, com o objetivo final do jogador de obter pelo menos um membro de cada uma das diferentes espécies de Pokémon, completando assim o Pokédex. O número de Pokémon aumenta a cada geração de jogo, começando em 151 na primeira geração até 807 no Ultra Sun  e Ultra Moon.

### Ginásio Pokémon
Ginásio Pokémon (ポケモンジム, Pokémon Jimu) são edifícios situados em todo o Mundo Pokémon, onde os treinadores Pokémon podem treinar ou competir para se qualificar para as competições da Liga Pokémon. Embora as organizações internas dos Ginásios Pokémon possam variar, todos se especializam em um determinado tipo de Pokémon e todos são administrados por um Líder de Ginásio (ジムリーダー, Jimu Rīdā), um formidável treinador que atua como um chefe. Os Ginásios Pokémon podem ser encontrados na maioria das cidades do Mundo Pokémon.
Quando um treinador derrota um Líder de Ginásio em batalha, o primeiro ganha uma Insígnia (バッジ, Bajji), que serve como prova da habilidade de um treinador e é uma parte essencial do avanço do trama. Além disso, isso renderá ao primeira Máquina Técnica, o que permite ao jogador ensinar um certo movimento ao seu Pokémon. Também geralmente permite ao jogador utilizar os efeitos do mundo superior de uma das várias máquinas ocultas, como a capacidade de atravessar corpos de água com o movimento Surf ou a capacidade de remover algumas árvores dos caminhos com o movimento Cut. Enquanto o jogador coleta Insígnia de Ginásio, o nível máximo em que os Pokémon negociados obedecem a seus comandos aumentam.
Depois que um jogador derrota os oito Líderes do Ginásio, ele pode viajar pela Victory Road e depois prosseguir para a Liga Pokémon e desafiar o Elite dos Quatro (四天王, Shitennō) e  Campeão (チャンピオン, Champion) da Liga Pokémon de uma região. Derrotar o Campeão é considerado o objetivo do jogo.

### Ilhas de Prova
Em Sun, Moon, Ultra Sun e Ultra Moon, não há ginásio ou líderes de ginásio. Em vez disso, o jogador recebe várias "tentativas" de personagens conhecidos como Capitães de Prova. Uma prova geralmente apresenta ao jogador uma tarefa que ele deve concluir para convocar um Totem Pokémon, uma versão mais poderosa de uma certa espécie de Pokémon. Depois que o jogador convoca e derrota o Pokémon Totem, ele recebe um Cristal-Z, um item que permite que o Pokémon use movimentos poderosos conhecidos como "Movimento-Z". A conclusão de todas as tentativas em uma ilha permite ao jogador desafiar o "kahuna" da ilha em uma batalha Pokémon padrão. O jogador pode desafiar a Liga Pokémon depois de completar todos os quatro Grandes Provas. Após derrotar o Elite dos Quatro, o jogador pode defender seu título de Campeão derrotando um desafiante.

## Batalha Pokémon
As batalhas entre Pokémon são a mecânica central dos jogos Pokémon. Eles são usados para treinar Pokémon para se tornarem mais fortes, como competições e para atingir certos objetivos dentro do jogo. A batalha também pode ser feita entre jogadores, conectando dois jogos.
Pokémon usa um sistema baseado em turno. Quando o jogador desafia um treinador ou encontra um Pokémon selvagem, a tela muda para uma cena de batalha com o Pokémon do jogador, o Pokémon oponente, seus respectivos HP barras e um menu de opções. A qualquer momento, o jogador pode transportar até seis Pokémon em sua parte ativa; o primeiro Pokémon da programação é automaticamente enviado para a batalha. No início de cada turno, ambos os lados podem escolher ataque, usa um item, troque o Pokémon por outro em seu grupo ou tente fugir da batalha (contra um Pokémon selvagem). Se ambos os lados atacam, quem vai primeiro é determinado pela velocidade, embora alguns movimentos, itens e efeitos possam substituir isso. Se um dos lados escolher outra opção, essa ação será executada antes dos ataques.
Cada Pokémon usa movimentos para reduzir o HP do oponente a zero, momento em que o Pokémon desmaia (ひんし, hinshi) e é incapaz de lutar. Das vitórias em Pokémon do jogador, ele recebe pontos de experiência; quando suficiente se acumula, o nível do Pokémon aumenta. Se o Pokémon do jogador desmaiar, ele/ela pode usar outro Pokémon; em batalhas contra Pokémon selvagens, o jogador pode tentar fugir. Se todos os Pokémon de um jogador desmaiar, o jogador perde a batalha. Isso faz com que o jogador perca algum dinheiro e retorne ao último Centro Pokémon que visitou.
Pokémon Ruby e Sapphire introduzem Batalha Dupla (ダブルバトル, Daburu Batoru), em que as equipes adversárias lutam com dois Pokémon de cada vez. Embora a mecânica básica permaneça a mesma, os movimentos podem ter vários alvos e alguns afetam, tanto o aliado, quanto os oponentes. Além disso, algumas Habilidades trabalhar apenas em Batalhas Duplas. Multi-batalhas (マルチバトル, Maruchi Batoru) também foram introduzidos, com quatro treinadores em equipes de dois.  Os jogos de terceira geração incluíam Batalhas Duplas contra outros treinadores, mas Diamond e Pearl introduziu Batalhas Duplas com Pokémon selvagens sob certas circunstâncias.
Black e White também introduzem Batalhas Tripla e Batalhas de Rotação. Na Batalha Tripla (トリプルバトル, Toripuru Batoru), ambas as equipes enviam três Pokémon ao mesmo tempo, com os três lutando simultaneamente. Na Batalha de Rotação (ローテーションバトル, Rōtēshon Batoru), ambos os lados enviam três Pokémon de uma só vez, mas usam apenas um de cada vez. O Pokémon que está lutando pode ser trocado com os outros dois sem gastar um turno.
Pokémon X e Y introduzem três novas mecânicas de batalha. Batalha do Céu (スカイバトル, Sukai Batoru) são realizados contra treinadores do céu e só podem ser realizados com Pokémon do tipo Voador ou com a Habilidade Levitate. Encontros da Horda (群れバトル, Mure Batoru, "Group Battle") são batalhas em que cinco Pokémon selvagens atacam ao mesmo tempo, incentivando o uso de movimentos que atingem vários alvos. Batalha Inversa (さかさバトル, Sakasa Batoru, "Reverse Battle") são como batalhas normais, mas todo gráfico está invertido o tipo. Isso significa que um ataque que normalmente causa dano duplo em meio dano e vice-versa.
Pokémon Sun e Moon também introduzimos um novo tipo de batalha, a SOS Batalha. Nestas batalhas, o Pokémon oponente pode pedir aliados para ajudá-los, fazendo a batalha dois contra um ou contra o jogador.

### Tipo Pokémon

Este gráfico mostra os dezoito tipos de Pokémon atuais (em Pokémon Sun e Moon) e suas forças, fraquezas e imunidades uns contra os outros.

Um tipo (タイプ, taipu) de Pokémon é um atributo elementar que determina os pontos fortes e fracos de cada Pokémon e seus movimentos. Os Pokémon recebem dano duplo por ataques de tipos dos quais são fracos e meio dano por movimentos que resistem.  Essas combinações de tipos se compensam entre si em estilo de pedra, papel e tesoura relacionamentos. Alguns tipos de Pokémon concedem imunidade total a certos tipos de ataque; por exemplo, os tipos Fantasma não sofrem dano dos movimentos Normal ou Lutador. Algumas habilidades de Pokémon podem alterar essas interações, como Levitate, tornando o Pokémon imune a movimentos do tipo Solo.
No jogo original Red, Green, Blue, e Yellow, há um total de 15 tipos de Pokémon: Normal, Fogo, Água, Grama ou Planta, Elétrico, Gelo, Lutador, Veneno, Solo ou Terreno, Voador, Psíquico, Inseto, Rocha ou Pedra, Fantasma e Dragão. Os tipos Noturno e Ferro foram adicionados em Gold e Silver, e tipo Fada é introduzido em X e Y. Alguns tipos têm propriedades especiais não relacionadas à tabela de danos;  por exemplo, o tipo Elétrico são imunes a serem paralisados.
O console de RPG Colosseum e XD apresentou um tipo de movimento exclusivo conhecido como Sombra, mas não aparece fora desses jogos. Os Pokémon Sombra podem ser considerados desse tipo, mas ainda mantêm sua digitação regular também. Em Pokémon XD, movimento Sombra são super eficazes contra Pokémon não-Sombra e não muito eficazes contra Pokémon Sombra.

### Movimento Pokémon
Como os personagens de muitos jogos eletrônicos de RPG, Pokémon pode aprender uma grande variedade de movimento (技, waza). Esses movimentos podem causar danos, induzir problemas de status, restaurar a saúde ou executar ações que de alguma forma afetam a batalha. A força geral e a resistência a esses movimentos são determinadas pelas várias estatísticas de um Pokémon em particular possui.  Todos os movimentos têm um tipo, poder (威力, Iryoku), precisão e vários Pontos de Poder (PP). Os movimentos que um Pokémon pode aprender são diferentes dos outros, dependendo das espécies de Pokémon; mesmo aqueles que evoluem dos outros, não aprendem necessariamente todos os mesmos movimentos que seus antecessores aprendem. Cada Pokémon pode conhecer apenas um total de quatro movimentos por vez. Os movimentos podem ser aprendidos através do nivelamento, usando TMs e HMs, criação, e  tutores de movimento (NPC que ensinam movimentos).
Cada movimento é classificado como um dos 18 tipos de Pokémon. A eficácia de um movimento depende de quão suscetível o alvo do tipo Pokémon é o tipo de movimento. As frases associadas a esse aspecto são "It's super effective!" (damage is at least doubled), "It's not very effective…" (damage is at least halved), and "It doesn't affect [defending Pokémon]..." (dano e todos os efeitos são negados). Um Pokémon do mesmo tipo que o movimento que ele usa receberá um bônus de 50% ao seu dano, conhecido como "Bônus de Ataque do Mesmo Tipo" (BAMT). Os movimentos são ainda definidos como "físico" ou "especial"; antes de jogos Diamond e Pearl, status de movimento do ser físico ou especial dependia do tipo, e não do movimento individual. Existem também movimentos de "status", que não causam dano e frequentemente causam alterações de status nos Pokémon defensores ou atacantes. Movimentos que causam dano removem um certo número de Pontos de Vida do Pokémon alvo, com base nos tipos de movimento que seu alvo e nas estatísticas dos dois Pokémon. O dano também pode ser afetado por itens realizadas por Pokémon ou por suas Habilidades.
Cada movimento tem uma específica precisão (命中, Meichū), que determina a chance de atingir o Pokémon alvo, supondo que nenhuma alteração seja feita no usuário de precisão ou a evasão do alvo. Movimentos muito poderosos geralmente têm precisão abaixo da média.  Movimentos com classificações padrão de 100% de precisão são suscetíveis a alterações de precisão e evasão, mas alguns movimentos ignoram ambos e sempre aterrissam.
O PP (Pontos de Poder) de um movimento indica quantas vezes um Pokémon pode usar esse movimento.  Assim como na precisão, um movimento poderoso geralmente é compensado por ter um número baixo de PP. Uma vez que um Pokémon consome todo o PP para um determinado movimento, ele não pode mais usá-lo. Se um Pokémon gasta todo o PP em todos os seus movimentos, ele recorre a um movimento chamado Struggle, que danifica o usuário e o alvo. PP esgotado pode ser restaurado usando certos itens ou visitando um Centro Pokémon.
Muitos movimentos têm efeitos além de causar dano. Um efeito secundário comum é a chance de induzir um certo status de efeito (状態異常, jōtai ijō) no alvo: paralisa (まひ, Mahi), queima (やけど, Yakedo), congela (こおり, Kōri), poça (どく, Doku) ou domi (ねむり, Nemuri); cada um afeta negativamente o desempenho do Pokémon afetado na batalha. Alguns movimentos têm efeitos colaterais negativos para o usuário, como forçar o jogador a esperar um turno antes ou depois do uso ou causar danos por recuo. Alguns movimentos, como o Splash, não fazem nada, exceto quando usados como um Movimento-Z.

### Movimento-Z
Uma vez por batalha, se um Pokémon possuir um Cristal-Z, um objeto poderoso que você obtém ao concluir provas na ilha, ele pode usar uma versão atualizada de um de seus movimentos, chamado Movimemto-Z. Movimentos-Z baseados em movimentos de ataque tendem a ter um poder muito maior que o normal; aqueles baseados em mudanças de status geralmente incorrem em um benefício para o usuário antes de executá-la.

### Movimento fora das batalhas
Certos movimentos também podem ser usados no mundo superior para contornar obstáculos, viajar rapidamente entre locais, escapar de masmorras ou curar Pokémon.  Normalmente, Pokémon aprenderá esses movimentos com o uso de itens HM e poderá usá-los da maneira mencionado acima após a obtenção de certos Insígnias.

### Habilidade Pokémon
Habilidade (特性, Tokusei) Pokémon são atributos especiais que foram introduzidos em Pokémon Ruby e Sapphire. Espécies específicas de Pokémon têm uma três Habilidades possíveis, com Pokémon individuais exibindo uma Habilidade cada. Diferentemente dos movimentos que um Pokémon conhece, sua habilidade normalmente não pode mudar (exceto algumas vezes durante a evolução, e usando a cápsula de habilidade, que foi introduzida em Pokémon X e Y).
A maioria dos Pokémon usa suas Habilidades em batalha. As Habilidades podem fortalecer as estatísticas de um Pokémon ou enfraquecer um inimigo, infligir status de efeito como paralisia ou envenenamento, ou realizar outros efeitos. Algumas habilidades também concedem imunidades ou resistências, como Water Absorb - quando um Pokémon com essa habilidade é atingido por um ataque do tipo Água, ele absorve o ataque ao entrar em contato, recuperando HP no processo, em vez de perdê-lo normalmente. Nem todas as Habilidades são úteis e podem ser implementadas para impedir um Pokémon. Por exemplo, Slaking, que de outra forma seria extraordinariamente poderoso, tem a Truant Ability, que só permite atacar a cada dois turnos.
Algumas habilidades têm efeitos fora das batalhas Pokémon. Por exemplo, Pokémon com Pickup Ability às vezes recuperam itens do chão. Um Pokémon com o Ability Intimidate, mencionado acima, fará com que o jogador encontre Pokémon selvagens de nível inferior com menos frequência.
Pokémon Black e White introduzem Hidden Abilities, que inicialmente só podiam ser encontrados em Pokémon adquiridos do Pokémon Global Link, por meio do recurso Pokémon Dream World ou por meio de lançamentos promocionais. Também existem casos raros de Hidden Abilities disponíveis no jogo principal, como um encontro especial ou como uma troca com um NPC. Black 2 e White 2 introduzem a mecânica do jogo de Hidden Grottoes (隠し穴, Kakushi Ana), áreas em que o jogador tem a chance de encontrar um Pokémon que possua Hidden Ability. Os jogos subsequentes introduziram mais meios de obter Pokémon com Hidden Abilities; por exemplo, Pokémon encontrados em Horde Battles tem uma pequena chance de ter a sua Hidden Ability.

## Estatística
Todos Pokémon tem seis estatística (能力, Nōryoku, "Attribute") que afetam seu desempenho na batalha.  Esses são HP, Ataque, Defesa, Ataque Especial, Defesa Especial e Velocidade. Essas estatísticas podem ser modificadas temporariamente durante a batalha por Habilidades, itens e movimentos.
- HP (abreviatura de Pontos de Vida: Um Pokémon desmaia quando seu HP alcança zero e não pode ser usado em batalha novamente até que seja revivido em um Centro Pokémon, ou com um item especial. No entanto, eles ainda podem usar movimentos no campo.
- Ataque (こうげき, Kōgeki): Determina a força de ataque físico de um Pokémon.
- Defesa (ぼうぎょ, Bōgyo): Determina a resistência do Pokémon contra ataques físicos.
- Ataque Especial (とくこう, Tokukō): Determina o poder dos ataques especiais de um Pokémon.
- Defesa Especial (とくぼう, Tokubō): Determina a resiliência do Pokémon a ataques especiais.
- Velocidade (すばやさ, Subayasa): Depois que os comandos de batalha são inseridos, as estatísticas de velocidade dos participantes Pokémon são comparadas. Com algumas exceções, os Pokémon com maior velocidade fazem seus movimentos antes daqueles com menor velocidade.

Existem também duas outras estatísticas, Precisão (命中率, Meichūritsu) e Evasão (回避率, Kaihiritsu), que não são afetados quando o nível de Pokémon. Nenhum Pokémon possui Precisão ou Evasão inatamente mais alta do que qualquer outro, mas pode ser modificado durante a batalha como outras estatísticas. Aumentar a precisão aumenta a probabilidade de um golpe e aumentar a evasão, aumenta a chance de o oponente errar. A precisão de um Pokémon, a evasão do oponente e o valor de precisão de um determinado movimento afetam a probabilidade do movimento atingir. Evasão foi chamada "Evade" na primeira geração e "Evasion" na segunda.
Em Pokémon Red, Blue e Yellow, as estatísticas de Ataque Especial e Defesa Especial eram uma única estatística, chamada de "Especial", que determinava poder e resistência contra ataques especiais.
Quando o nível de Pokémon aumenta, suas estatísticas aumentam, conforme determinado pelos valores de status de base Pokémon, valores de esforço, natureza do Pokémon e valores individuais. Essas variáveis que trabalham em conjunto fornecem a cada Pokémon suas estatísticas exclusivas.

### Valores estatísticos básicos
Os valores estatísticos básicos determinam os pontos fortes estatísticos naturais das várias espécies de Pokémon. A cada espécie é atribuído um número em cada uma das seis estatísticas;  quanto maior o número, maior o status potencialmente pode ser.  Embora esses valores possam variar muito entre as espécies, eles são os mesmos para cada membro dessa espécie. É a diferença entre espécies que explica por que todos Aerodactyl terá uma velocidade mais alta que qualquer Snorlax do mesmo nível; no entanto, é a combinação de outros fatores que faz com que alguns Snorlax sejam mais rápidos que outros. A soma de todos os valores de estatística de base para uma determinada espécie gera o total de estatística de base, que os jogadores usam para determinar aproximadamente o quão forte essa espécie é.

### Valores de esforço
Valores de esforço (努力値, doryokuchi, EVs) são valores ocultos que afetam os pontos fortes de um Pokémon em áreas estatísticas específicas.  Diferentes níveis de valor do esforço entre dois Pokémon podem criar uma diferença significativa nas forças estatísticas dos dois Pokémon. Quando um Pokémon luta e derrota um oponente, ele ganha pontos de experiência e também recebe um número e tipo de EVs de acordo com a espécie Pokémon derrotado. Todo Pokémon derrotado dá pelo menos um EV a cada um dos Pokémon que lutou contra ele.  Certos fatores, como manter o item Macho Brace, pode aumentar a taxa na qual os EVs são ganhos na batalha. Em Pokémon Gold e Silver, uma condição conhecida como Pokérus (ポケルス, Pokerusu) foi introduzido, que dobra a taxa na qual os EVs são obtidos e será contagioso por um certo número de dias, permitindo que ele se espalhe para outros Pokémon. Além disso, consumir certos itens pode aumentar os EVs de um Pokémon e certas bagas diminuem os EVs, aumentando o valor da amizade de um Pokémon. Há um limite no número de EVs que os Pokémon podem ter, o que impede que os estados aumentem indefinidamente. O limite total permite valores máximos de esforço em duas estatísticas simultaneamente.
Nos jogos de primeira e segunda geração, um sistema semelhante geralmente conhecido como Stat Experience ou Stat Exp. foi usado. Tal como acontece com os valores de esforço, há um limite de quanto Stat Exp. um Pokémon pode ter em cada estatística; no entanto, diferentemente dos valores de esforço, não há limite para o total de Stat Stat. em um Pokémon que pode ter em todas as estatísticas, o que significa que um Pokémon pode ter um máximo de Stat Exp. em todas as estatísticas. Também vale ressaltar que, para os Pokémon da primeira e da segunda geração serem compatíveis com versões anteriores e posteriores, a Stat Exp. não foi rastreado separadamente para Ataque Especial e Defesa Especial nos jogos da segunda geração. Em vez disso, o Stat Especial Exp. de valor foi usado para calcular o Ataque Especial e a Defesa Especial.
Em Pokémon X e Y, um minijogo conhecido como Super Treinamento (スパトレ, Supatore) é introduzido que permite aos jogadores gerenciar com mais precisão os valores de esforço. O jogador pode fazer isso tocando um jogador de futebol-como o minijogo, que também recompensa o jogador com malas de treinamento para continuar o treinamento passivamente. Os valores de esforço do Pokémon também podem ser visualizados na interface Super Treinamento, que inclui um "Effort-o-Meter" para permitir que o jogador veja a capacidade máxima de aumentar os valores de esforço do Pokémon.
Em Pokémon Sun e Moon, um gráfico dos EVs de um Pokémon, juntamente com suas estatísticas básicas, pode ser visto pressionando o botão Y enquanto visualiza o resumo de um Pokémon. Uma estatística brilhante mostra que o Pokémon obteve o número máximo de EVs para a estatística. Pokémon podem ganhar EVs passivamente através de um recurso chamado "Poké Pelago".

### Natureza Pokémon
Natureza (性格, Seikaku) Pokémon foi introduzido pela primeira vez em Pokémon Ruby e Sapphire. Cada Pokémon tem uma natureza, atribuída aleatoriamente quando é gerada, que não pode ser alterada. A natureza de um Pokémon afeta a taxa em que algumas de suas estatísticas aumentam: das vinte e cinco naturezas possíveis, vinte aumentam a taxa de crescimento de uma estatística, mas diminuem as de outra. Os outros cinco modificam a mesma estatística em aumentos e diminuições, e portanto, o crescimento geral do Pokémon não é afetado. As naturezas também determinam qual sabor de Pokéblocos ou Poffins que Pokémon gosta e não gosta.

### Valores individuais
Valores individuais (個体値, kotaichi) ou IVs são um valor oculto para cada estatística que determina o potencial máximo de um Pokémon. Esses valores são gerados aleatoriamente junto com cada Pokémon quando ele é encontrado ou criado, e gravados em pedra pelo resto do jogo. Esses valores ocultos são o motivo pelo qual até os Pokémon que parecem idênticos e foram criados da mesma maneira podem ter estatísticas diferentes. IVs variam de 0 a 31, e seus predecessores das primeiras e segundas gerações, "valores determinantes", variaram de 0 a 15.

## Itens
Itens pode ser encontrado no mundo, dado ao jogador por NPCs ou comprado em lojas pela moeda do jogo.

### Itens de recuperação
Muitos itens recebidos no jogo são usados para curar Pokémon durante e fora das batalhas. Vários itens curam várias condições de status, como Antídotos para envenenamento e Despertares para dormir. Revive restaurando um Pokémon de volta à saúde depois de ter perdido todo o seu HP. Éteres e Elixires restauram o PP dos movimentos de um Pokémon em vários graus.

### Máquinas de técnicas e ocultas
Máquinas de técnicas (わざマシン, Waza Mashin) e Máquinas ocultas (ひでんマシン, Hiden Mashin), comumente abreviado como TMs e HMs, pode ser usado para ensinar movimentos para Pokémon, incluindo alguns movimentos que eles não aprenderiam por aumentar de nível. TMs são comumente encontrados no campo, nas lojas e como recompensa por derrotar um Líder de Ginásio.  Os HMs geralmente são vitais para a progressão do jogo, pois têm efeitos importantes fora da batalha, permitindo ao jogador atravessar certos obstáculos. Por exemplo, Pokémon que aprendem o movimento HM Surf podem transportar o protagonista sobre a água, o que é necessário para chegar às localidades da ilha. Quando um Pokémon aprende um movimento HM, o movimento não pode ser excluído ou substituído, a menos que o jogador use os serviços de um NPC conhecido como Move Deleter.  

### Itens chave
Itens chave são mais raros que os itens regulares e geralmente são dados ao jogador e não encontrados. Esses incluem vara de pesca que são usados para encontrar Pokémon que habitam em baixo d'água, uma bicicleta que permite ao protagonista se mover mais rápido, uma máquina de radiestesia e chaves que abrem portas trancadas que levam a áreas importantes. Esses itens não podem ser jogados fora, vendidos ou entregues a um Pokémon.

### Itens retidos
Começando com Pokémon Gold e Silver, cada Pokémon é capaz de armazenar um único item. Itens transportados por Pokémon podem ter uma variedade de efeitos. Alguns, como Berries, são consumidos após um uso e aumentam HP ou estatísticas. Outros aumentam persistentemente o poder de movimento, defesa, velocidade e muito mais. Assim como os movimentos, alguns itens impedem o usuário de compensar seu poder;  por exemplo, o Life Orb aumenta o dano dos ataques do titular, mas o machuca após cada ataque bem-sucedido. Outros itens prejudicam apenas o usuário, exceto em situações raras, como o Toxic Orb, que o envenena gravemente. Pokémon X e Y introduzem Mega Pedras usados para membros da Mega Evolução das espécies da pedra e Sun e Moon introduzem Cristais-Z, que dão ao titular acesso ao Movimento-Z. Items como Razor Claw e Razor Fang evolui certos Pokémon quando mantido enquanto uma condição é atendida. A maioria dos itens, incluindo Poké Bolas e Poções, pode ser segurado, mas não tem efeito quando dado a um Pokémon. Os itens podem ser movidos entre, removidos e neutralizados em Pokémon através de movimentos como Trick, Knock Off e Embargo, ou consumido para danificar o oponente através dos ataques Fling e Natural Gift.

## Capturando Pokémon

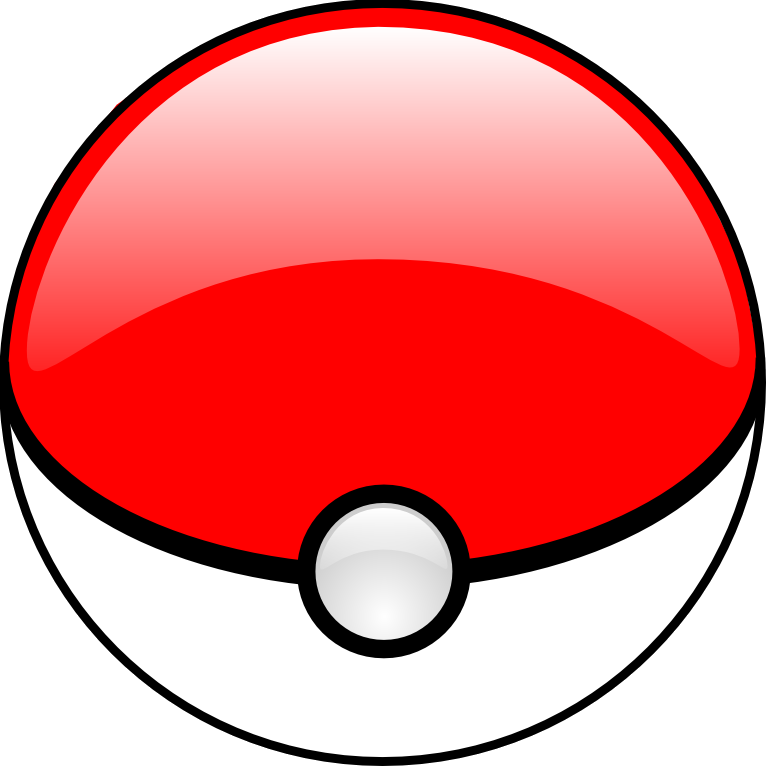
A Pokébola padrão é um ícone bem conhecido da franquia Pokémon.

Como cada jogador começa o jogo com apenas um Pokémon inicial, a captura é um dos aspectos mais fundamentais do Pokémon e o principal método de recrutamento de novos Pokémon para a festa do jogador.
Em uma batalha contra um Pokémon selvagem, o jogador pode tentar pegá-lo usando um dos muitos tipos diferentes de Pokébolas. As chances de sucesso variam, mas aumentam se o HP do Pokémon alvo for baixo, se o alvo for afetado por um efeito de alteração de status, como sono ou paralisia e se uma Poké Bola mais forte ou especialmente adequada for usada.
Se a captura for bem sucedida, os dados do Pokémon capturado serão adicionados ao Pokédex, o jogador pode dar um apelido ao Pokémon e o Pokémon é adicionado à festa do jogador. No entanto, se a equipe do jogador estiver cheia até o máximo de seis Pokémon, o Pokémon capturado será enviado para uma caixa de armazenamento acessível nos Centros Pokémon. Nos jogos de primeira e segunda geração, se a caixa atual do PC estiver cheia, o jogador não poderá capturar nenhum novo Pokémon até que ele acesse um PC e mude para uma caixa diferente. Em jogos mais recentes, novos Pokémon são transferidos automaticamente para a próxima caixa disponível.

### Poké bola
A Poké bola ou Pokébola (モンスターボール, Monsutābōru, "Monster Ball") é um dispositivo esférico usado pelos treinadores Pokémon para capturar Pokémon selvagens e armazená-los no inventário do jogador quando não estiver ativo. Após o contato, as bolas atraem um Pokémon para dentro e fecham automaticamente. Pokémon selvagens são capazes de resistir e se libertar; no entanto, Pokémon enfraquecidos e aqueles com condições de status são menos capazes de lutar, e portanto, mais facilmente capturados. Pokémon lendário são muito mais capazes de resistir à captura e geralmente exigem muitas Pokébolas mais poderosas para pegá-las. Se o jogador tentar pegar o Pokémon de um personagem não-jogador, o oponente bloqueará a bola para impedir seu roubo.
Conforme representado na série de anime e mangá, a Pokébola, quando não está em uso, é do tamanho de uma bola de golfe e pressionando o botão central, aumenta para o tamanho de uma bola de beisebol. O Pokémon é lançado para a batalha jogando a bola; ao recuperar um Pokémon, um feixe de luz vermelha converte o Pokémon em energia para recuperá-lo. As Pokébolas são explicadas como incrivelmente confortáveis para os Pokémon, tanto que eles entrariam de bom grado em um, sem nenhum tipo de incentivo. Os Pokémon Voltorb, Electrode, Foongus e Amoonguss são muitas vezes confundidos com Pokébolas, devido às suas formas e esquemas de cores que se assemelham muito às Pokébolas.
Existem vários tipos de Pokébolas.  Introduzido em Pokémon Red e Blue como Pokébola, Grande Bola (スーパーボール, Sūpā Bōru, "Super Ball"), Ultra Bola (ハイパーボール, Haipā Bōru, "Hyper Ball") e Master Bola (マスターボール, Masutā Bōru). A Master Bola sempre é bem-sucedido contra qualquer Pokémon que possa ser capturado e dos quais normalmente apenas um está disponível no jogo. Em Pokémon Gold, Silver, Crystal HeartGold e SoulSilver, existem frutas chamadas Apricorns, que, quando dado a Kurt em Azalea Town, faça um dos sete tipos especiais de Pokébolas, dependendo da cor dos Apricorns. Os sete tipos de Pokébolas que Kurt pode fazer (e os sete Apricorns coloridos de que são feitos) são Level (Vermelho), Moon (Amarelo), Lure (Azul), Friend (Verde), Love (Rosa), Fast (Branca) e Heavy (Preta). Início de Pokémon Ruby, Sapphire e Emerald, outras bolas especializadas aparecem, incluindo a Timer Bola, que se torna mais eficaz à medida que o número de turnos na batalha atual aumenta, e a Net Bola, que tem uma melhor chance de capturar Pokémon do tipo Água e Inseto, entre outros. Além disso, em vários jogos existe uma área chamada Zona Safari, na qual apenas Bolas Safari podem ser usadas; estes não podem ser obtidos ou usados em outras partes do jogo. Pokémon Sun e Moon introduzem a Beast Bola, que é projetado para capturar Ultra Beasts e é muito mais eficaz em capturá-los do que as Pokébolas padrão. Existe também um tipo especial de Pokébola conhecido como Cherish Bola, que só pode ser obtido através de eventos especiais de distribuição.
Em Nintendo GameCube, Pokémon Colosseum e Pokémon XD: Gale of Darkness, o jogador é capaz de capturar Pokémon de personagens não-jogadores através do uso da Snag Machine, que transforma Pokébolas em Snag Bolas. As Snag Bolas são capazes de capturar qualquer Pokémon e são desenvolvidas pelos antagonistas para roubar Pokémon onde eles não são comuns na natureza. Snag Bolas também pode ser usado pelo jogador para capturar Pokémon Sombras que foram contaminados pelo grupo antagonista e que o jogador deve purificar para completar o jogo.
Pokébolas apareceram em todas as parcelas da série Super Smash Bros., liberando um Pokémon para ajudar o jogador que o pegou. Super Smash Bros. for Nintendo 3DS and Wii U também apresenta o Master Bola, que quase sempre lança um Pokémon lendário, com uma pequena chance de liberar Goldeen.
UGO.com listaram a décima oitava Pokébola na lista de "Nossos 50 Poderes Favoritos de jogo eletrônico", citando como todos correm para obtê-la na série Super Smash Bros..

### Pokédex
A Pokédex (ポケモン図鑑, Pokémon Zukan, lit. "Pokémon Encyclopedia") é um dispositivo eletrônico projetado para catalogar e fornecer informações sobre as várias espécies de Pokémon. O nome Pokédex é um amálgama de Pokémon e index. Nos jogos eletrônicos, sempre que um Pokémon for capturado pela primeira vez, sua altura, peso, tipo de espécie e uma breve descrição serão adicionadas ao Pokédex de um jogador. Cada região possui seu próprio Pokédex, que diferem em aparência, espécies de Pokémon catalogados e funções como a capacidade de classificar a lista de Pokémon com base em ordem alfabética ou exibe o tamanho do Pokémon comparado ao personagem jogador. O "Pokédex Nacional" permite catalogar Pokémon de todas as regiões. O jogo de Nintendo 3DS Pokédex 3D Pro apresenta todos os Pokémon com todas as suas formas e cada um tem sua própria animação.

## Evolução Pokémon
Evolução (進化, shinka) é uma mudança repentina na forma de um Pokémon, geralmente acompanhada por um aumento nos valores da estatística. Existem várias condições diferentes que podem desencadear a evolução em diferentes espécies;  o mais comum é ganhar experiência de batalha suficiente. Existem muitos outros fatores que podem determinar se, quando e para quê, diferentes Pokémon evoluirão. Os métodos alternativos originais eram o uso de itens chamados pedras evolucionárias ou a troca Pokémon por outro jogador. Adições posteriores ao conjunto de condições para a evolução incluem dependência do Pokémon nível de amizade, a hora do dia no jogo, carregando um item único durante a negociação, o gênero, a área no jogo em que o Pokémon evolui, tendo um Pokémon específico separado na festa do jogador, trocando por um Pokémon específico, conhecendo um determinado movimento ou segurando o console do jogo de cabeça para baixo.
O jogador pode optar por interromper a evolução a qualquer momento antes da animação terminar, pressionando o botão B, a menos que a evolução tenha sido iniciada usando uma pedra evolutiva no Pokémon. Os Pokémon cujas evoluções foram canceladas tentarão evoluir novamente depois que as condições da evolução forem atendidas novamente. Evitar a evolução por um tempo pode ser útil, pois muitos Pokémon aprendem movimentos mais cedo em sua forma não evoluída do que em sua forma evoluída.
O Pokémon Trading Card Game introduzem a ideia de etapas numéricas para se referir a diferentes pontos na evolução de um Pokémon. Isso se traduziu em uso coloquial entre os fãs dos jogos. Todos os Pokémon podem ser colocados no um dos quatro estágios evolutivos (embora nenhuma linha Pokémon existente inclua mais de três dos quatro estágios): Básico Pokémon, Estágio 1 Pokémon que evoluem de Básico Pokémon, Estágio 2 Pokémon que evoluem para Estágio 1 Pokémon, e Pokémon Babê que são adquiridos através da criação de certas Básico ou Estágio 1 Pokémon e chocar seus ovos. Um Pokémon mais alto nesta escala evolutiva é às vezes chamado de forma evoluída dos estágios anteriores; da mesma forma, um Pokémon mais baixo na escala é considerado uma forma pré-evoluída de Pokémon posterior.

### Subindo de nível
Este é o método mais comum de evolução em todas as gerações de Pokémon e envolve a aquisição de pontos de experiência através da batalha com outros Pokémon.

### Pedras evolutivas
Pedras evolutivas são itens que podem ser encontrados ao longo dos jogos. Alguns Pokémon podem ter pedras evolutivas específicas usadas neles e isso fará com que o Pokémon evolua. Inicialmente, cinco pedras evolutivas foram introduzidas no jogo: as Pedras Água, Trovão, Folha, Lua e Fogo. As gerações posteriores introduziram mais tipos, elevando o total para dez na sétima geração.

### Negociação
Alguns Pokémon, como Machoke e Kadabra, evoluir quando negociados entre jogadores.  Requisitos evolutivos adicionais também podem existir; por exemplo, Seadra só evolui para Kingdra se possuir uma Dragon Scale quando negociada, e Shelmet e Karrablast só evoluem quando trocados entre si.

### Amizade
Uma amizade (なつき度, Natsuki-do, lit. "Degree of Emotional Attachment"; nomeado "Happiness" pelos jogadores) Pokémon é um atributo que pode subir ou cair com base em várias condições e eventos. Esse aspecto, introduzido em Pokémon Yellow, determinou o crescimento de estatísticas de Pikachu e afetou o resultado de certos eventos de NPC. Em Pokémon Gold e Silver é um meio de evoluir vários Pokémon. Quando gosta Pokémon Chansey ou Golbat em subir de nível e ter uma amizade muito alta, eles evoluirão.
Além do seu uso em certas evoluções, os movimentos Return e Frustration baseiam seu poder no valor da amizade Pokémon, com o poder de Return aumentando quanto maior o valor de amizade e o poder da Frustration aumentando quanto menor o nível de amizade.

### Afeição
Em Pokémon X e Y, um recurso conhecido como Pokémon-Amie (ポケパルレ, Pokeparure, "PokéParler") é introduzido; em Sun, Moon, Ultra Sun e Ultra Moon, o recurso é conhecido como Pokémon Refresh. Ele permite que os jogadores interajam e cuidem de Pokémon de maneira semelhante a alguns jogos de animais de estimação. Este minijogo utiliza a tela sensível ao toque para permitir que os jogadores acariciem seus Pokémon e os alimentem com doces para aumentar seu valor de afeto. Em batalha, Pokémon com alta afeição pode recorrer ao instrutor para aguardar ordens e expressar emoções. Além disso, eles podem receber certos benefícios, como uma chance maior de pousar acerto crítico se o carinho deles atingir um alto valor suficiente. Eevee deve ter muito carinho e deve conhecer um movimento do tipo Fada para evoluir para Sylveon.

### Mega Evolução
Mega Evolução (メガシンカ, Mega Shinka) é uma macânica introduzido em Pokémon X e Y, o que aumenta ainda mais as habilidades de Pokémon específico. Se o personagem do jogador possuir um item chamado Key Stone (キーストーン, Kī Sutōn) e um Pokémon está segurando uma Mega Pedra (メガストーン, Mega Sutōn) que corresponde a sua espécie, que Pokémon poderá mega evoluir durante a batalha. O jogador não pode executar mais de um Mega Evolução por batalha. Diferentemente da evolução normal, essa transformação é temporária, e o Pokémon voltará à sua forma normal após a batalha. Mega Evolução de Pokémon possuem estatísticas mais altas que suas formas normais e também podem ter um tipo ou habilidade diferente. Mewtwo foi o primeiro exemplo conhecido de um Pokémon capaz da Mega Evolução, com Mega Mewtwo Y aparecendo em um episódio especial do série televisiva e filme Pokémon the Movie: Genesect and the Legend Awakened. Dois Pokémon, Charizard e Mewtwo, têm múltiplas formas de Mega Evolução, e aquela em que elas podem evoluir depende de qual Mega Pedra elas possuem.

### Reversão Primitiva
Reversão Primitiva (ゲンシカイキ, Genshi Kaiki) é uma mecânica introduzida em Pokémon Omega Ruby e Alpha Sapphire. Somente dois Pokémon, Groudon e Kyogre, são capazes de Reversão Primitiva. Esses Pokémon sofrerão a Reversão Primitiva automaticamente se segurar o Red Orb ou Blue Orb (respectivamente) quando enviados para a batalha. Como Mega Evolução, Reversão Primitiva aumenta as estatísticas do Pokémon e muda suas Habilidades; ao contrário da Mega Evolução, a Reversão Primitiva pode ser realizado mais de uma vez por batalha.

### Fenômeno de Ligação
Fenômeno de Ligação (キズナ現象 Bond Phenomenon) é uma mecânica que estreou na série XYZ do anime e foi introduzido nos jogos da série principal em Pokémon Sun e Moon. O único Pokémon capaz dessa transformação é Greninja com o Battle Bond Ability. Pokémon se transformará em Ash-Greninja se ele derrotar um Pokémon durante a batalha, dando uma aparência semelhante a Ash Ketchum, aumento de estatísticas e uma força maior de Water Shuriken. Diferente da Mega Evolução, Reversão Primitiva e Ultraexplosão, o Fenômeno de Ligação não requer um item para ativar.

### Ultraexplosão
Ultraexplosão (ウルトラバースト Ultra Burst) é uma mecânica introduzida em Pokémon Ultra Sun e Ultra Moon, exclusivo para Pokémon Lendário Necrozma. Necrozma pode sofrer Ultraexplosão se estiver na forma Dusk Mane ou Dawn Wings e segurando o Cristal-Z Ultranecrozium Z, o que permitirá que ele se transforme em Ultra Necrozma. Como Mega Evolução, Fenômeno de Ligação e Reversão Primitiva, Ultraexplosão aumenta as estatísticas do Necrozma e é uma transformação temporária.

### Dynamax e Gigantamax
Dynamax (ダイマックス, Daimax) e Gigantamax (キョダイマックス, Kyodaimax) são mecânicas introduzidas em Pokémon Sword e Shield. Se o personagem do jogador possui um item chamado de Dynamax Band (ダイマックスバンド, Daimax Band), aumenta drasticamente o tamanho do Pokémon, seu HP em 50% e pode usar movimentos máximos. O Pokémon pode aumentar ainda mais seu HP em 5% usando Dynamax Candy (ダイマックスアメ, Daimax Candy) para aumentar seu nível Dynamax. Gigantamax é semelhante ao Dynamax, mas muda a forma do Pokémon, semelhante ao Mega Evolution. Os Pokémon Gigantamax usam G-Max Moves, exclusivos para os 32 Pokémon capazes de Gigantamaxing (a partir do lançamento dos DLCs Isle of Armor e Crown Tundra). Cada Pokémon Gigantamax deve ter seu respectivo tipo de movimento para usar seu respectivo movimento G-Max. Ao contrário de Mega Evolution, Primal Reversion, Z-Moves e Ultra Burst, Dynamaxing e Gigantamaxing só podem ser usados em estádios de ginástica, Max Raid Battles e outras áreas, exceto para batalhas selvagens ou de treinador.
Zacian, Zamazenta e Eternatus são os únicos Pokémon que não podem Dynamax.

### Eternamax
Eternamax (ムゲンダイマックス, Mugendaimax) é um mecânica introduzida em Pokémon Sword e Shield, exclusivo para Pokémon Lendário Eternatus. Eternatus muda para sua forma Eternamax depois de derrotá-lo pela primeira vez. Seu poder evita que o Pokémon do jogador e do Hop ataque. Eternatus é atacável depois que o jogador invoca o Pokémon Lendário Zacian e Zamazenta, resultando em uma Batalha Max Raid onde o jogador pode capturar Eternatus e terminar sua transformação.
Eternamax Eternatus pode ser visto em batalha (se Eternatus usar o movimento Eternabeam), mas o jogador não pode usar atualmente esta forma de Eternatus fora desta aparência.

## Grupo de Pokémon

### Pokémon inicial
| Jogo(s)                                                     | Pokémon iniciais | Pokémon iniciais | Pokémon iniciais | Pokémon iniciais |
| ----------------------------------------------------------- | ---------------- | ---------------- | ---------------- | ---------------- |
| Red, Green, Blue, FireRed e LeafGreen                       | Bulbasaur        | Charmander       | Charmander       | Squirtle         |
| Gold, Silver, Crystal, HeartGold e SoulSilver               | Chikorita        | Cyndaquil        | Cyndaquil        | Totodile         |
| Ruby, Sapphire, Emerald, Omega Ruby e Alpha Sapphire        | Treecko          | Torchic          | Torchic          | Mudkip           |
| Diamond, Pearl, Platinum, Brilliant Diamond e Shining Pearl | Turtwig          | Chimchar         | Chimchar         | Piplup           |
| Black, White, Black 2 e White 2                             | Snivy            | Tepig            | Tepig            | Oshawott         |
| X e Y                                                       | Chespin          | Fennekin         | Fennekin         | Froakie          |
| Sun, Moon, Ultra Sun e Ultra Moon                           | Rowlet           | Litten           | Litten           | Popplio          |
| Sword e Shield                                              | Grookey          | Scorbunny        | Scorbunny        | Sobble           |
| Legends: Arceus                                             | Rowlet           | Cyndaquil        | Cyndaquil        | Oshawott         |
| Scarlet e Violet                                            | Sprigatito       | Fuecoco          | Fuecoco          | Quaxly           |

Um dos aspectos recorrentes da série principal de Pokémon, é a escolha de um dos três Pokémon diferentes no início das aventuras do jogador. Os jogadores têm a opção de escolher um dos três diferentes tipos de Pokémon: um tipo Grama, um tipo Fogo e uma tipo Água, embora muitos Pokémon iniciais ganhem um tipo adicional com a evolução. Esses Pokémon são supostamente indígenas de suas regiões, mas são inatingíveis, exceto através do comércio com outro jogo. Muitos jogos incluem um personagem rival, que recebe o Pokémon cujo tipo é vantajoso contra o Pokémon inicial do jogador.

### Parceiro Pokémon
| Jogo(s)                                           | Parceiro Pokémon | Parceiro Pokémon | Parceiro Pokémon | Parceiro Pokémon |
| ------------------------------------------------- | ---------------- | ---------------- | ---------------- | ---------------- |
| Yellow, Let's Go, Pikachu! e Masters EX           | Pikachu          | Pikachu          | Pikachu          | Pikachu          |
| XD: Gale of Darkness, Conquest e Let's Go, Eevee! | Eevee            | Eevee            | Eevee            | Eevee            |
| Colosseum                                         | Espeon           | Espeon           | Umbreon          | Umbreon          |
| Ranger                                            | Plusle           | Plusle           | Minun            | Minun            |
| Ranger: Shadows of Almia                          | Starly           | Pachirisu        | Pachirisu        | Munchlax         |
| Ranger: Guardian Signs                            | Pichu            | Pichu            | Pichu            | Pichu            |

Este conceito é introduzido em Pokémon Yellow, em que os jogadores recebem um Pikachu, o mascote da franquia de mídia Pokémon, que caminha atrás deles. O treinador rival recebe um Eevee, um Pokémon do tipo Normal. O Eevee evoluirá para um dos seus três estados evoluídos diferentes, dependendo de quão bem o jogador se sai em batalhas com o rival no início do jogo.

### Pokémon Lendário
"Pokémon Lendário" (伝説のポケモン, Densetsu no Pokémon) é uma terma de arte. Desde as versões Gold e Silver dos jogos, o pacote de jogos da série principal apresenta um Pokémon Lendário, geralmente o Pokémon mais envolvido na história principal desse jogo. Pokémon Lendários são frequentemente descritos como sendo excepcionalmente raros. Na maioria dos casos, os Pokémon Lendários são excepcionalmente poderosos, difíceis de capturar e incapazes de evoluem, e nenhum Pokémon Lendário conhecido é capazes de criarem. Muitos Pokémon Lendários também não têm gênero. Certos Pokémon Lendários denominados coloquialmente "Pokémon de roaming" movem-se aleatoriamente pelo mapa do mundo e fogem da batalha, tornando-os ainda mais difíceis de obter.

### Pokémon Mítico
"Pokémon Mítico" (幻のポケモン, Maboroshi no Pokémon) é um grupo separado de vários Pokémon. O termo é comumente associado a Pokémon que não podem ser obtidos através da jogabilidade padrão, exigindo um mecânico externo para obtê-los; no entanto, alguns Pokémon Míticos foram obtidos em lançamentos posteriores, notavelmente Deoxys. Esses Pokémon geralmente são colocados no final do Pokédex de seus respectivos jogos e só podem ser obtidos através de eventos de distribuição criados pela Nintendo. O primeiro desses Pokémon Míticos foi Mew, que foi programado para os jogos Red e Green como um personagem secreto por Shigeki Morimoto sem nenhum conhecimento dos outros membros da equipe de desenvolvimento e não foi anunciado até vários meses após o lançamento dos jogos em uma promoção especial. Desde então, os jogos continuaram apresentando Pokémon que não podem ser obtidos através da jogabilidade padrão, mas a programação que permite ao jogador pegá-los nos jogos pode ser ativada por itens especiais (ou outros Pokémon) distribuídos pela Nintendo. O primeiro desses itens foi o GS Bola em Crystal, que foi distribuído aos jogadores no Japão através do conector do telefone móvel, permitindo-lhes encontrar Celebi. Como os Pokémon Lendários, os Pokémon Míticos são poderosos e difíceis de capturar, geralmente não fazem parte de uma linha evolutiva e não podem se reproduzir (com exceção de Manaphy).

### Shiny Pokémon
Shiny Pokémon ou Pokémon Brilhante foram introduzidos pela primeira vez em Gold e Silver como uma maneira de demonstrar os novos recursos de cores do sistema Game Boy Color. Estes são Pokémon que têm uma coloração diferente do normal; em jogos anteriores, isso era feito por meio de um troca de paleta. Encontrar um Shiny Pokémon é extremamente raro; a probabilidade em condições normais é de 1 em 8.192 (1 em 4.096 a partir da sexta geração). Existem algumas exceções importantes a essa regra, como um Gyarados vermelho presente em Pokémon Gold, Silver, Crystal, HeartGold e SoulSilver, e três Pokémon presente em Pokémon Black 2 e White 2, todos com garantia de Shiny.
Existem várias maneiras de aumentar a chance de conseguir um Shiny Pokémon. Nos jogos de segunda geração, a criação de um Shiny Pokémon com um Pokémon normal tem uma chance maior (1 em 64) de produzir um Shiny Pokémon. Em Diamond, Pearl, Platinum, X e Y, o Poké Radar pode ser usado para "encadear" Pokémon da mesma espécie, melhorando as chances de um Shiny Pokémon a cada link (até 40 links, quando as chances são de 1 em 200). Desde quarta geração, Criação Pokémon que se originou em jogos de dois idiomas diferentes resulta em Ovos Pokémon com uma chance de 1 em 1.638 (jogos da quarta geração) ou 1 em 1365 (Black e White em diante) de conter um Shiny Pokémon; esse método de aumentar as probabilidades foi apelidado de "método Masuda" após o desenvolvedor Junichi Masuda. Além disso, um item introduzido no Black 2 e White 2 nomeou em Shiny Charm, aumenta a probabilidade de encontrar Shiny Pokémon. No entanto, este item só é acessível por muito tempo após a conclusão do jogo, pois o jogador deve ter completado o Pokédex Nacional (excluindo Pokémon Mítico). Início de Black e White, certos Pokémon em cada jogo são 'Shiny-trancado', o que significa que o jogador não pode obter uma variante Shiny deles na jogabilidade normal.
Mecânica SOS Batalha de Pokémon Sun e Moon criado como nova maneira de "caçar" Shiny Pokémon. Se um Pokémon selvagem chama aliados para ajudar e o aliado é continuamente da mesma espécie em uma "cadeia", a chance de chamar um Shiny Pokémon aumenta para uma base de 13 em 4096 após o dia 30, assim como as chances de capacidade oculta e perfeita IVs, embora eles estejam limitados a quatro IVs perfeitos no máximo. Em suas sequelas, minijogo Ultra Warp Ride viajando com sucesso mais anos-luzes pelo buraco de minhoca e entrando em buracos de minhoca com mais anéis, o jogador pode aumentar a chance de encontrar Shiny Pokémon no Ultra Space Wilds. Sétima geração também introduziu uma atualização para o "método Masuda", referido como "Swap Breeding"; o jogo é salvo e redefinido continuamente até que um Pokémon manequim de eclosão rápida seja eclodido nas primeiras trinta tentativas, e o brilho é transplantado para o novo Pokémon eclodido na mesma posição que o manequim.
Em Gold, Silver e Crystal, Shiny Pokémon possuem estatísticas ligeiramente acima da média, mas isso ocorre porque o brilho é determinado por valores determinantes nesses jogos. Na terceira geração e em diante, no entanto, Shininess é determinado por outro valor e Shiny Pokémon não é mais forte que qualquer outro Pokémon em batalha. A maioria dos fãs considera o Shiny Pokémon como itens de colecionador por causa de sua raridade.
O termo "Shiny" foi inicialmente um termo inventado pela comunidade de fãs Pokémon devido ao flash de estrelas que aparecem quando um Pokémon entra em uma batalha, implicando uma propriedade de brilho nas cores dos Pokémon. O termo "Shiny Pokémon" foi posteriormente reconhecido oficialmente em Pokémon Black e White, mas já foi usado no anime e em alguns guias de estratégia antes disso. O tema "brilhando" (光る, hikaru) também era uma gíria amplamente usada no Japão; Ken Sugimori usa hikaru no título de uma obra de arte com um Shiny Charizard. O termo alternativo "Alt. Color" (色違い, Iro Chigai) aparece entre as opções que o jogador pode escolher ao preencher formulários na terceira geração de jogos.
Shiny Pokémon apareceram no anime, incluindo os Gyarados vermelho acima mencionado e um Noctowl que o protagonista Ash Ketchum captura. Um Butterfree rosa também foi destaque em um episódio da primeira temporada do anime, mas essa coloração alternativa não é a que aparece nos jogos eletrônicos subsequentes em que o recurso Shiny foi implementado.

## Criação Pokémon
Criação Pokémon é introduzido em Pokémon Gold e Silver. Pokémon pode ser criado no jogo um Pokémon Day Care (育て屋, Sodateya). São negócios geralmente administrados por pessoas idosas ou casais, que aumentam os Pokémon dos treinadores por uma taxa. Se dois Pokémon compatíveis forem deixados lá, eles produzirão um Pokémon Ovo (タマゴ, tamago), que o treinador pode pegar gratuitamente. Depois de ser carregado pelo treinador por alguma distância, o ovo chocará em um jovem Pokémon, geralmente do estágio mais baixo da linha evolutiva da mãe.
Alguns Pokémon têm pré-evoluções que geralmente só podem ser obtidas chocando-os de Ovos. Conhecidos como "Pokémon bebê", esses Pokémon não conseguem se reproduzir, mas têm evoluções que podem criar Pokémon bebê. Para a maioria dos Pokémon bebês introduzidos após Gold e Silver, o pai só pode produzir esses Pokémon quando segura um determinado item.

### Compatibilidade
Compatibilidade geralmente é restrito a um macho e uma fêmea. Além disso, as espécies de Pokémon são atribuídas a Grupos de Ovo (タマゴグループ, Tamago Gurūpu), determina sua compatibilidade reprodutiva com outras espécies. Pokémon podem pertencer a até dois Grupos de Ovos; para procriar, eles devem compartilhar pelo menos um Grupo de Ovos.  Quase todas as espécies de Pokémon, mesmo aquele macho ou sem gênero, são capazes de se reproduzir com a mudança de forma Pokémon Ditto. O Ovo produzido renderá um filhote da linha evolutiva dos Pokémon que não são da Ditto. Dois Ditto não podem se reproduzir para produzir outro Ditto.
Um grupo seleto de espécies não pode procriar, o que inclui todos os Pokémon Lendários, todos os Ultra Beasts, a maioria dos Pokémon Míticos, Nidorina e Nidoqueen (mas não Nidoran♀), Unown e todos "bêbes" Pokémon. Isso é chamado de "Undiscovered" Egg Group. Embora alguns Pokémon Lendários tenham sexo, eles ainda não podem se reproduzir. Uma circunstância incomum envolve a relação dos Pokémon Mítico Manaphy e Phione; ambos podem procriar com Ditto para criar um ovo que eclode em Phione, mas Phione não evolui para Manaphy. O próprio Manaphy é obtido a partir de um Ovo nos jogos Pokémon Ranger, mas nunca se reproduz para produzir outro Ovo Manaphy.

### Herança
Pokémon nascidos de Ovos podem herda (遺伝, iden) estatísticas de seus pais. Três dos Pokémon valores individuais são herdados de um ou de outro de seus pais, e os outros três IVs são gerados aleatoriamente.
Os movimentos também podem ser herdados através da criação. Os movimentos com os quais um Pokémon recém-eclodido começa são divididos em três categorias: movimentos aprendidos, movimentos herdados e movimentos hereditários ou "Movimentos de Ovos". Movimentos aprendidos são movimentos que o Pokémon teria naturalmente em seu nível inicial; movimentos herdados são aqueles que o Pokémon seria capaz de aprender em níveis posteriores ou através de TMs; e Movimento de Ovos (タマゴわざ, Tamago Waza), herdadas do pai (ou dos pais que começam em Pokémon X e Y), são aquelas que o Pokémon não seria capaz de aprender normalmente. O Pokémon pode aprender o movimento nesta ocasião, pois recebe o movimento de um pai de uma espécie diferente. Ao nascer, os slots de movimentos dos jovens Pokémon são preenchidos com movimentos aprendidos. No entanto, se houver movimentos herdados ou Movimentos de Ovos disponíveis para o Pokémon aprender, eles substituirão os movimentos aprendidos.